# Logiciel utilitaire

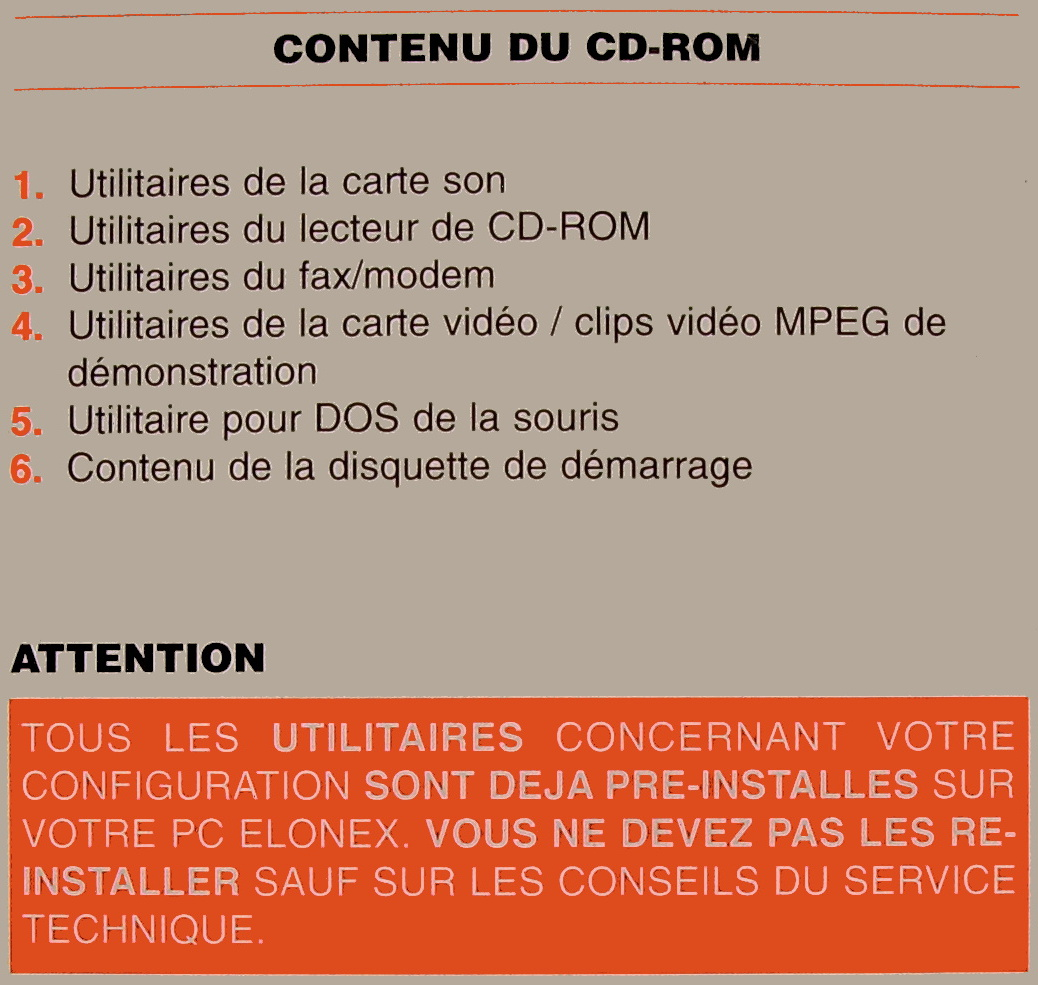
Information concernant un CD-ROM de dépannage intitulé « Bibliothèque d'utilitaires », pour un PC en 1997.

Un logiciel utilitaire (aussi appelé programme utilitaire ou simplement utilitaire) est un logiciel conçu pour analyser, configurer, optimiser ou entretenir une pièce d'équipement informatique, un système d'exploitation, un logiciel ou les informations enregistrées sur un support informatique.
Un logiciel utilitaire est utilisé pour gérer un système informatique contrairement aux logiciels d'application, qui visent à exécuter des tâches qui profitent aux utilisateurs du système informatique.
Un certain nombre de logiciels utilitaires sont généralement livrés avec les systèmes d'exploitation. Cependant, ces programmes ne sont pas considérés comme faisant partie du système d'exploitation. Bien que les logiciels utilitaires livrés avec les systèmes d'exploitation soient de plus en plus complets et sophistiqués, les utilisateurs installent souvent des logiciels utilitaires tiers en remplacement ou en complément de ceux fournis avec le système d'exploitation.

## Types d'utilitaires
- Les utilitaires antivirus : ils recherchent des logiciels malveillants et les suppriment.
- Les utilitaires d'archivage de fichiers : ils combinent un certain nombre de fichiers en un seul fichier d'archive ou une série de fichiers d'archives, pour en faciliter le transport ou le stockage. Ils peuvent inclure des capacités de compression et de cryptage.
- Les utilitaires de sauvegarde : ils enregistrent des copies des informations stockées sur un fichier, un dossier ou un disque et rétablissent soit des fichiers sélectionnés (par exemple, en cas de suppression accidentelle), soit le disque entier (par exemple, en cas de bris du disque).
- Les utilitaires de presse-papiers : ils étendent la fonctionnalité du presse-papiers d'un système d'exploitation.
- Les utilitaires cryptographiques : ils chiffrent et déchiffrent les flux et les fichiers.
- Les utilitaires de compression de données : ils convertissent une suite de bits en une suite plus courte.
- Les utilitaires de génération de données : ils créent un fichier de données de test à partir de critères spécifiés.
- Les utilitaires de synchronisation de données : ils maintiennent la cohérence entre deux ou plusieurs sources. Ils peuvent être utilisés pour créer des copies de redondance ou de sauvegarde, mais sont également utilisés pour aider les utilisateurs à gérer leurs musiques, leurs photos et leurs vidéos dans leurs appareils.
- Les utilitaires de contrôle de versions : ils conservent plusieurs versions d'un ou de plusieurs fichiers et permettent de comparer, restaurer ou fusionner des versions.
- Les utilitaires de vérification de disque : ils balaient un disque dur en recherchant et en tentant de corriger les erreurs logiques (erreur du système de fichiers) ou physiques qui s'y trouvent.
- Les utilitaires de nettoyage de disque : ils identifient des fichiers qui ne sont pas nécessaires au fonctionnement de l'ordinateur et occupent de l'espace inutilement.
- Les utilitaires de compression de disque : ils compressent et décompressent de manière transparente le contenu d'un disque, augmentant ainsi sa capacité.
- Les utilitaires de défragmentation de disque : ils détectent les fichiers dont le contenu est dispersé sur plusieurs emplacements sur le disque dur et déplace les fragments en un seul emplacement pour augmenter l'efficacité des accès au fichier.
- Les utilitaires de partition de disque dur : ils divisent un disque physique en plusieurs disques logiques, chacun avec son propre système de fichiers qui peut être traité par le système d'exploitation comme un disque individuel.
- Les utilitaires d'analyse d'espace disque : ils fournissent une visualisation de l'utilisation de l'espace disque par les dossiers, les sous-dossiers et les fichiers du système.
- Les utilitaires de gestion de fichiers : ils effectuent des tâches de gestions de fichiers et de dossiers comme la création, le renommage, le déplacement, la suppression, la restauration, la copie, la fusion de fichiers et de dossiers.
- Les utilitaires d'édition hexadécimale (éditeur hexadécimal) : ils modifient directement le contenu d'un fichier. Les fichiers peuvent être des fichiers de données ou des programmes.
- Les utilitaires de test de mémoire : ils vérifient le bon fonctionnement des éléments de mémoire vive.
- Les utilitaires réseau : ils analysent la connexion de l'ordinateur au réseau, configurent les paramètres réseau, vérifient le transfert de données et enregistrent les événements relatifs au réseau.
- Les utilitaires de gestion de programmes (ou gestionnaire de paquets) : ils automatisent le processus d'installation, de configuration, de mise à jour et de désinstallation de logiciels installés sur un système informatique.
- Les utilitaires de nettoyage de registre : ils nettoient et optimisent la base de registre Windows en supprimant les anciennes clés de registre qui ne sont plus utilisées.
- Les utilitaires d'écran de veille : originellement, les écrans de veille étaient utilisés pour prévenir la combustion interne du phosphore des écrans d'ordinateur de vieille technologie. La combustion interne du phosphore n'est plus un problème sur les écrans modernes. Aujourd'hui, les écrans de veille  sont utilisés principalement pour le divertissement ou la sécurité.
- Les utilitaires de tri et de fusion : ils organisent des enregistrements dans un fichier dans une séquence spécifiée.
- Les utilitaires de monitorage de système : ils permettent de voir en temps réel l'état et la performance d'un système informatique et de ses composantes.